# Embedsmandsstaten
Embedsmandsstaten (norsk: embetsmannsstaten eller embedsmannsstaten) er en betegnelse brugt om organiseringen af den norske regering fra Grunnloven blev skrevet i 1814 til parlamentarismen blev indført i 1884, og i en bredere forstand som en beskrivelse af det norske samfund i den samme periode. Begrebet «embedsmandsstaten» blev skabt af historikeren Jens Arup Seip i 1963, og stammer fra hans essay «Fra embetsmannsstat til ettpartistat».

## Baggrund
«Embedsmandsstaten» er den betegnelse, historikeren Jens Arup Seip brugte om det politiske system i Norge fra 1814 til 1884. Mens de fleste europæiske lande i denne tid blev styret af adel og kongemagt, var Norge styret af en uddannelseselite af jurister, præster og officerer, der havde dansk sprog (med norsk udtale, dannet dagligtale), ofte dansk eller tysk slægtsnavn, og latinkundskaber som fællesnævner. Embedsstanden var eliten, med familie udgjorde den omkring 1% af den totale befolkning.
Sverre Steen har påstået, at «før 1814 styrede embedsmændene i Kongens navn, efter 1814 i Stortingets navn». Med dette mente han, at den udenlandske kongemagt kun havde lille indflydelse på styret, så beslutningerne blev taget på lavere niveau af statsansatte embedsmænd. Embedsmændene var ledende i Stortinget, og som statsråder og chefer for departementerne forenede de embedsmandens rolle med politikerens.

## Epoker i «embedsmandsstaten»
Seip opdelte perioden med "embedsmannsstaten" i tre epoker:

### Etableringsfasen 1814-1836/40
Manglen på konkurrerende eliter førte sammen med de stærke rettigheder, som embedsmændene havde ifølge Grunnloven til, at embedsmændene indtog en ledende rolle i samfundet. Bønderne valgte i denne tid ikke bønder til at repræsentere sig i Stortinget, men i stedet embedsmænd som præster, sorenskrivere etc.

#### Formannskapslovene
Fra 1837 til 1838 blev Formandskabslovene vedtaget af Stortinget. Ifølge dem skulle der i hvert sogn på landet være et formandskab. Dette gav bønderne lidt selvbestemmelse i spørgsmål om, hvordan lokalsamfundet skulle styres. Med formandskabslovene fik bønderne også værdifuld indsigt i og erfaring med, hvordan man påvirker samfundet, og de fik øget interesse for politik.
I 1838 var 44% af formandskabernes ordførere af bondestanden, og i 1856 var andelen steget til 65%.

### Guldalderen 1840-1870
Staten blev ledet af aktive planliberalister som Frederik Stang og Anton Martin Schweigaard. Staten begyndte at udbygge kommunikationsmidlerne, industrien oplevede højkonjunktur, og landbruget begyndte moderniseringen («Det store hamskifte»).

### Embedsmandsstatens fald 1870-1884
Stortinget begyndte i 1869 at mødes hvert år (ikke hvert tredje som hidtil), hvilket gav større indflydelse til embedsmændenes modstandere, som var bønder, lærere, handelsmænd og funktionærer.

#### Statsrådssagen
Statsrådssaken var grundlaget for indførelsen af parlamentarismen som konstitutionel sædvaneret i Norge. Striden drejede sig om en grundlovsændring, der gav regeringen møderet i Stortinget og blev løst ved rigsret.
Efter rigsretten i 1884 blev regeringen en politisk valgt Stortingskomité i stedet for at være et upolitisk toporgan i embedshierarkiet. Embedsmændene dannede partiet Høire, mens embedsmændenes opposition dannede alliancen Venstre.
Perioden efter 1884 omtaler Seip som Venstrestaten.